# Miniopterus
Genre
Miniopterus est un genre de chauves-souris, le seul de la famille des Miniopteridae. Ce genre était auparavant placé dans sa propre sous-famille (Miniopterinae) dans la famille des Vespertilionidae, mais il est maintenant placé dans sa propre famille.
Seule l'espèce Miniopterus schreibersii est présente en Europe.

## Liste des espèces
Selon ITIS (9 août 2019) :
- Miniopterus aelleni Goodman, Weyeneth, Ibrahim, Saïd & Ruedi, 2010
- Miniopterus africanus Sanborn, 1936
- Miniopterus australis Tomes, 1858
- Miniopterus brachytragos Goodman, Maminirina, Bradman, Christidis & Appleton, 2009
- Miniopterus egeri Goodman, Ramasindrazana, Maminirina, Schoeman & Appleton, 2011
- Miniopterus fraterculus Thomas & Schwann, 1906
- Miniopterus fuscus Bonhote, 1902
- Miniopterus gleni Peterson, Eger & Mitchell, 1995
- Miniopterus griffithsi Goodman, Maminirina, Bradman, Christidis & Appleton, 2010
- Miniopterus griveaudi Harrison, 1959
- Miniopterus inflatus Thomas, 1903
- Miniopterus macrocneme Revilliod, 1914
- Miniopterus maghrebensis Puechmaille, Allegrini, Benda, Bilgin, Ibañez & Juste, 2014
- Miniopterus magnater Sanborn, 1931
- Miniopterus mahafaliensis Goodman, Maminirina, Bradman, Christidis & Appleton, 2009
- Miniopterus majori Thomas, 1906
- Miniopterus manavi Thomas, 1906
- Miniopterus medius Thomas & Wroughton, 1909
- Miniopterus minor Peters, 1867
- Miniopterus mossambicus Monadjem, Goodman, Stanley & Appleton, 2013
- Miniopterus natalensis (A. Smith, 1833)
- Miniopterus newtoni Bocage, 1889
- Miniopterus pallidus Thomas, 1907
- Miniopterus paululus Hollister, 1913
- Miniopterus petersoni Goodman, Ramasindrazana, Maminirina, Schoeman & Appleton, 2011
- Miniopterus pusillus Dobson, 1876
- Miniopterus robustior Revilliod, 1914
- Miniopterus schreibersii (Kuhl, 1817)
- Miniopterus shortridgei Laurie & Hill, 1957
- Miniopterus sororculus Goodman, Ryan, Maminirina, Fahr, Christidis & Appleton, 2007
- Miniopterus tristis (Waterhouse, 1845)

Selon Mammal Species of the World (version 3, 2005)  (9 août 2019) :
- Miniopterus africanus
- Miniopterus australis
  - sous-espèce Miniopterus australis australis
  - sous-espèce Miniopterus australis solomonensis
  - sous-espèce Miniopterus australis tibialis
- Miniopterus fraterculus
- Miniopterus fuscus
- Miniopterus gleni
- Miniopterus inflatus
  - sous-espèce Miniopterus inflatus inflatus
  - sous-espèce Miniopterus inflatus rufus
- Miniopterus macrocneme
- Miniopterus magnater
  - sous-espèce Miniopterus magnater macrodens
  - sous-espèce Miniopterus magnater magnater
- Miniopterus majori
- Miniopterus manavi
  - sous-espèce Miniopterus manavi griveaudi
  - sous-espèce Miniopterus manavi manavi
- Miniopterus medius
- Miniopterus minor
  - sous-espèce Miniopterus minor minor
  - sous-espèce Miniopterus minor newtoni
  - sous-espèce Miniopterus minor occidentalis
- Miniopterus natalensis
  - sous-espèce Miniopterus natalensis arenarius
  - sous-espèce Miniopterus natalensis natalensis
- Miniopterus paululus
  - sous-espèce Miniopterus paululus graysonae
  - sous-espèce Miniopterus paululus paululus
  - sous-espèce Miniopterus paululus witkampi
- Miniopterus pusillus
- Miniopterus robustior
- Miniopterus schreibersii
  - sous-espèce Miniopterus schreibersii bassanii
  - sous-espèce Miniopterus schreibersii blepotis
  - sous-espèce Miniopterus schreibersii chinensis
  - sous-espèce Miniopterus schreibersii dasythrix
  - sous-espèce Miniopterus schreibersii eschscholtzii
  - sous-espèce Miniopterus schreibersii fuliginosus
  - sous-espèce Miniopterus schreibersii haradai
  - sous-espèce Miniopterus schreibersii japoniae
  - sous-espèce Miniopterus schreibersii oceanensis
  - sous-espèce Miniopterus schreibersii orianae
  - sous-espèce Miniopterus schreibersii orsinii
  - sous-espèce Miniopterus schreibersii pallidus
  - sous-espèce Miniopterus schreibersii parvipes
  - sous-espèce Miniopterus schreibersii schreibersii
  - sous-espèce Miniopterus schreibersii smitianus
  - sous-espèce Miniopterus schreibersii villiersi
- Miniopterus shortridgei
- Miniopterus tristis
  - sous-espèce Miniopterus tristis celebensis
  - sous-espèce Miniopterus tristis grandis
  - sous-espèce Miniopterus tristis insularis
  - sous-espèce Miniopterus tristis propritristis
  - sous-espèce Miniopterus tristis tristis

Selon Paleobiology Database (9 août 2019) :
- Miniopterus approximatus
- Miniopterus fossilis
- Miniopterus schreibersi
- Miniopterus tao